# اومانژیت
اومانژیت  (به انگلیسی: Umangite) با فرمول شیمیایی Cu3Se2 از مجموعه کانی هاست و کانیهای شبیه آن پورنیت است و دارای شکستگی ناصاف است. از نام Umango در آرژانتین است. محلول در HNO۳ برای اولین بار در چک اسلواکی کشف شد و از نظر شکل بلور: ناشناخته، رنگ: قرمز تیره با انعکاس بنفش روی سطح شکستگی، شفافیت: کدر(اپاک)، شکستگی: ناصاف، جلا: فلزی، رخ: دردوجهت، سیستم تبلور: ارترومبیک و در رده‌بندی سولفور است و منشأ تشکیل آن هیدروترمال است.
همایند کانی‌شناسی (پارانژ) آن پورنیت- برزلیانیت- تیمانیت- کالکوپیریت- برنیت است
، از نظر ژیزمان اگرگات دانه‌ای تقریباًَ کمیاب است و بیشتر در آلمان شرقی و غربی، چک اسلواکی، آرژانتین و سوئد یافت می‌شود.